# Trauma Center
Trauma Center (超執刀カドゥケウス Chōshittō Kadukeusu?) es una serie de videojuegos de simulación/novela gráfica en los cuales el jugador asume el papel de un doctor que trata de curar las diversas enfermedades que muestran los diferentes pacientes.

## Juegos

### Trauma Center: Under the Knife
Trauma Center: Under the Knife, conocido en Japón como Chōshittō Caduceus (超執刀 カドゥケウス, Chōshittō Kadukeus), es un videojuego de simulación médica desarrollado y distribuido por Atlus para la consola Nintendo DS, siendo el primer juego de la saga de Trauma Center. Llegó al mercado el 30 de junio de 2005 en Japón, el 4 de octubre de 2005 en Estados Unidos y el 26 de abril de 2006 en Europa.

#### Trauma Center: Second Opinion
Trauma Center: Second Opinion, conocido en Japón como Caduceus Z: Two Super Surgical Operations (カドゥケウスZ 2つの超執刀 ,Kadukeusu Zetto Futatsu no Chōshittō?), es un videojuego de simulación médica, desarrollado y publicado por Atlus y distribuido por Nintendo para Wii. Es la segunda entrega de la saga de Trauma Center y llegó al mercado el 19 de noviembre de 2006 en Estados Unidos, el 2 de diciembre de 2006 en Japón, el 10 de agosto de 2007 en Europa y el 28 de agosto de 2008 en Australia.

### Trauma Center: New Blood
Trauma Center: New Blood (カドゥケウス ニューブラッド, Kadukeusu Nyū Buraddo, literalmente "Caduceus: New Blood") es un videojuego de simulación médica desarrollado por Atlus y publicado por la misma y por Nintendo para Wii. Es la secuela de Trauma Center: Under the Knife y Trauma Center: Second Opinion, juegos en los que el jugador asume el papel de cirujano inexperto que ha de realizar intervenciones quirúrgicas y enfrentarse a enfermedades desconocidas. El juego llegó al mercado en noviembre de 2007 en Estados Unidos, en enero de 2008 en Japón y en noviembre del mismo año en Europa.

### Trauma Center: Under the Knife 2
Trauma Center: Under the Knife 2, conocido en Japón como Kyūkyū Kyūmei Kadukeusu 2 (救急救命 カドゥケウス2), es un videojuego de simulación médica desarrollado y distribuido por Atlus para la consola Nintendo DS, Siendo el cuarto en la serie de Trauma Center. Este juego es una secuela a Trauma Center: Under the Knife.

### Trauma Team
Trauma Team, conocido en Japón como Hospital: 6 Doctores (HOSPITAL.: 6人の医師Hospital: 6 Doctores), es un videojuego de simulación médica para la consola Wii. Desarrollado y editado por la compañía Atlus, es el quinto juego de la saga Trauma Center. El juego fue estrenado en Estados Unidos el 18 de mayo de 2010 y en Japón el 17 de octubre de 2010.
- Datos: Q743242
- Multimedia: Trauma Center (video game series) / Q743242